# Ed Sheeran
Ed Sheeran, vlastním jménem Edward Christopher Sheeran (* 17. února 1991 Halifax) je anglický zpěvák a textař s irskými kořeny.
První velký úspěch zaznamenal s debutovým singlem „The A Team“ v roce 2011, světového úspěchu dosáhly pak i jeho další singly jako „Lego House“, „Shape of You“, „Perfect“ a „Bad Habits“. Výrazně ho proslavila i akustická píseň „I See Fire“, která se stala soundtrackem k úspěšnému filmu Hobit: Šmakova dračí poušť. Získal několik cen BRIT Awards, Grammy, MTV Music Awards a Ivor Novello Awards.
Patří mezi nejhranější britské hudební interprety od druhé dekády 21. století. Jeho singly se řadí mezi nejstreamovanější na Spotify. Ačkoli hudební kritici řadí jeho alba mezi spíše průměrně hodnocená, ohromný úspěch jeho tvorby zdůvodňují schopností efektivně přecházet mezi žánry, pro posluchače snadno uchopitelným, neprovokativním a nostalgicky familiárním podáním jeho hudby a sympatickým neformálním vystupováním samotného Sheerana.

## Osobní život
Sheeran se narodil v Hebden Bridge poblíž Halifaxu ve West Yorkshiru, následně se jeho rodina přestěhovala do Framlinghamu (v hrabství Suffolk). Vyrůstal v uměleckém prostředí – otec John Sheeran pracoval jako kurátor v umělecké galerii, matka Imogen Lock byla návrhářkou šperků a kulturní publicistkou, mimo jiné zpívala ve sboru. Sheeran má o dva roky staršího bratra Matthewa, který je skladatelem klasické hudby.
Sheeran byl vychován v katolické rodině. Jako dítě byl ve škole šikanován kvůli svým brýlím a koktání. Od čtyř let zpíval v místním kostelním sboru, ve velmi mladém věku se naučil základy hry na kytaru a při studiích na Thomas Mills High School ve Framlinghamu začal skládat písně. Jako teenager byl přijat do National Youth Theatre. V roce 2008 se přestěhoval do Londýna, aby se mohl více zaměřit na svou hudební kariéru – vystupoval v té době na malých koncertech a stal se i pouličním umělcem. Po pár letech se vrátil do míst, kde vyrůstal – v roce 2012 koupil farmu Wynnes Hall ve Framlinghamu a později ji rozšířil nákupem přilehlých domů a pozemků a vystavěl zde opulentní rodinné sídlo.
Sheeran udržoval vztah se skotskou zpěvačkou a textařkou Ninou Nesbitt, jejich rozchod v roce 2012 vzájemně inspiroval jejich další tvorbu (viz Sheeranovy písně „Nina“ a „Photograph“). Dne 20. ledna 2018 oznámil své zasnoubení se svou středoškolskou láskou Cherry Seaborn, kterou si téhož roku vzal za manželku. Má s ní dvě dcery – v srpnu 2020 narozená Lyra Antarctica Seaborn Sheeran a druhá dcera narozená v květnu 2022. Cherry Seaborn vystudovala molekulární biologii na Durham's Duke University v Severní Karolíně, kde byla aktivní hráčkou ženského hokeje. Stala se také inspirací pro texty některých Sheeranových romantických písní.
Mezi Sheeranovy blízké přátele v hudebním průmyslu patří americká zpěvačka a textařka Taylor Swift a britský rapper Stormzy. Jeho dlouholetým přítelem a rádcem v branži je i zpěvák Elton John, jehož společnost Rocket Music zajišťovala Sheeranovi management.

## Hudební kariéra

### 2004–2010: Začátek kariéry

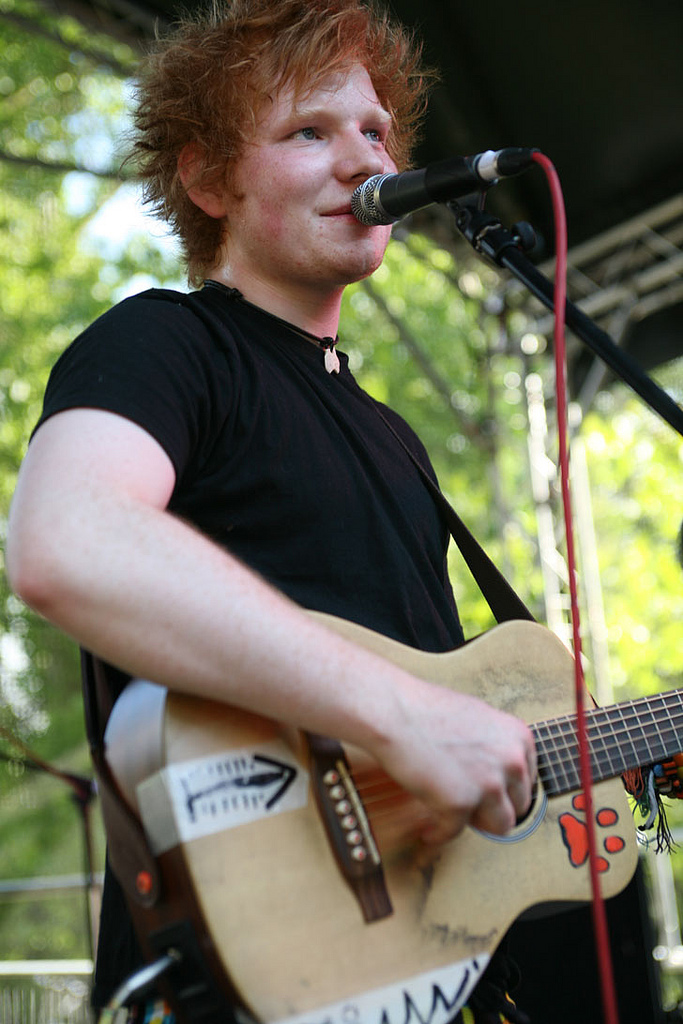
Ed Sheeran na hudebním festivalu Ipswich Arts Festival, 2010

S nahráváním vlastních skladeb začal v roce 2004 ve svých třinácti letech, kdy vydal svou první sbírku 14 písní s názvem Spinning Man. Od svých 15 let, kdy spolu oba vystupovali na stejném koncertě v Cambridge, je jeho přítelem britský zpěvák Passenger (celým jménem Michael David Rosenberg, známý svou slavnou písní „Let Her Go“ vydanou roku 2013). Sheeran se roku 2008 neúspěšně ucházel o roli v seriálu stanice ITV Britannia High. Byl také předskokanem britského dua Nizlopi na koncertu v Norwichi v dubnu 2008 poté, co byl jedním z jejich kytarových techniků. Na podzim roku 2009 začal studovat hudbu na ACM Guildford, ale ve stejném roce ze školy odešel, aby se přidal na koncertní tour zpěváka Just Jacka. Vydal EP s názvem You Need Me a několikrát spolupracoval na písničkách s Leddrou Champan a na písničce „Fuck You“ od CeeLo Greena.
Průlomem byla pro Sheerana live nahrávka pro web a YouTube kanál SB.TV v únoru 2010. YouTube video s písní „You Need Me, I Don't Need You“ se stalo virální senzací. Všiml si ho i britský rapper Example a přizval Sheerana na svojí tour. V témž roce vydal Sheeran EP Loose Change, na kterém se objevil i jeho pozdější debutový singl „The A Team“. V dubnu 2010 se vydal do Los Angeles, kde byl následně pozván, aby zahrál v klubu The Foxxhole herce Jamieho Foxxe. Ten samý rok vydal EP Songs I Wrote with Amy, pro které napsal písničky se zpěvačkou a skladatelkou Amy Wadge.

### 2011–2016: Debutové album a další úspěchy
V lednu 2011 vydal své nezávislé EP No. 5 Collaborations Project, na kterém spolupracoval s britskými umělci jako Wiley, JME, Devlin, Sway a Ghetts. Se svým EP se bez podpory nahrávací společnosti umístil na 2. místě v žebříčku iTunes. O několik měsíců později podepsal nahrávací smlouvu s Asylum Records (pod Atlantic Records). V roce 2011 mu také začala dělat management společnost Rocket Music Eltona Johna.
Jeho kariéru nastartovalo 26. dubna 2011 vystoupení v televizní show Later... with Jools Holland s debutovým singlem „The A Team“. O šest týdnů později vyšla píseň digitálně ve Velké Británii a byla zvolena pilotním singlem jeho debutového studiového alba nazvaného + (plus). Singl se umístil na 3. místě žebříčku UK Singles Chart a za první týden se ho prodalo přes 58 000 kopií. Singl se brzy dostal do TOP 10 v zemích jako Austrálie, Německo, Irsko, Japonsko, Lucembursko nebo Nový Zéland. Roku 2012 byla píseň nominovaná na cenu Grammy a Sheeran ji zahrál i na diamantovém výročí nástupu královny Alžběty II. na britský trůn. Sheeran oznámil, že jeho druhý singl „You Need Me, I Don't Need You“ vyjde 28. srpna. Singl se umístil na 4. místě v žebříčku UK Singles Chart. Třetí singl „Lego House“ se umístil v Top 10 v žebříčcích v Austrálii, Irsku, Skotsku a na Novém Zélandu. Singl „Drunk“ byl vydán 19. února a umístil na 9. místě.

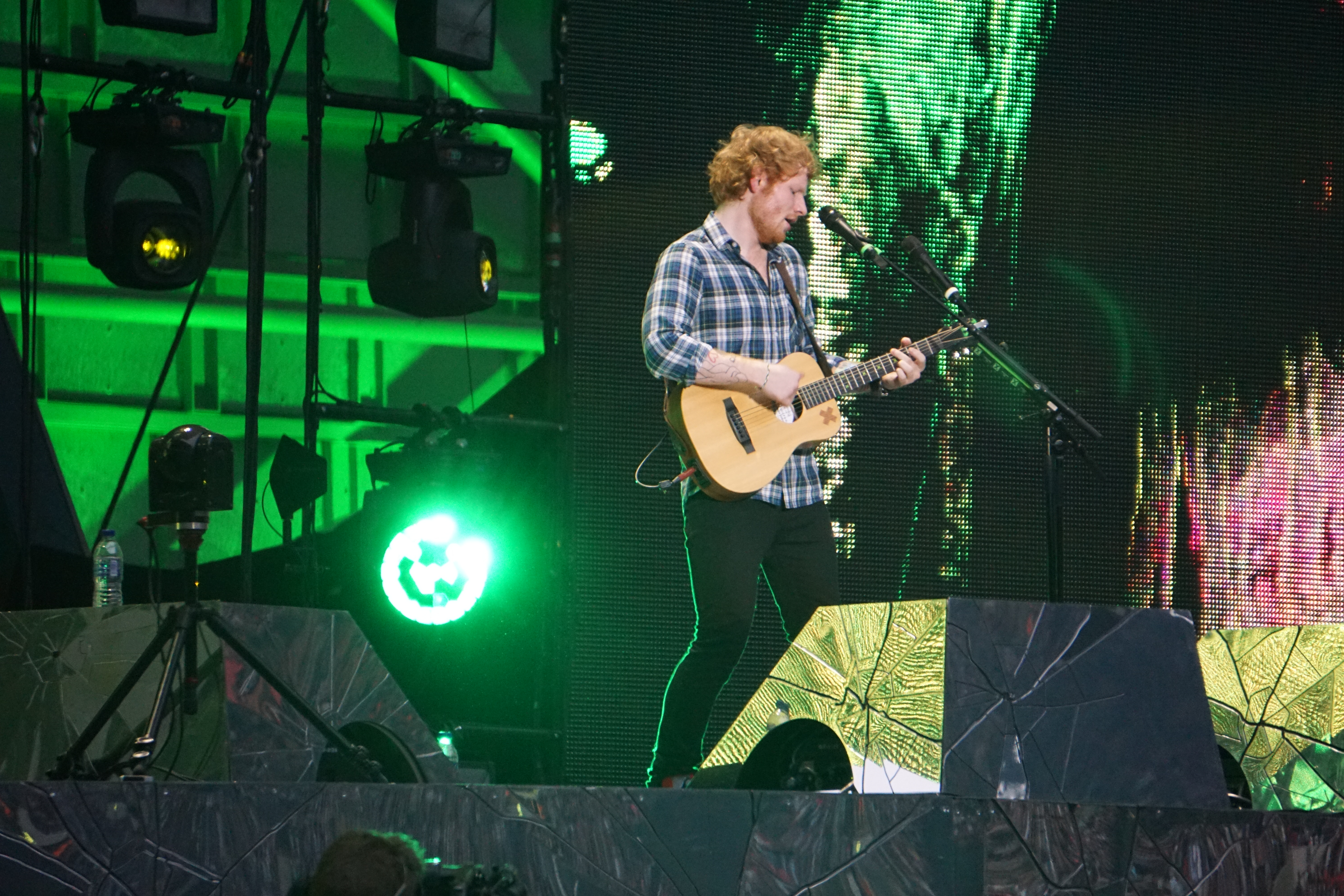
Ed Sheeran na stadionu ve Wembley, 2015

Jeho debutové album + vyšlo 12. září 2011 a za první týden se prodalo 102 000 kopií a stalo se několikrát platinovým. V březnu 2012 se prodalo 1 021 072 kopií jen ve Velké Británii. V listopadu téhož roku vyšla jím spoluautorovaná píseň „Moments“ debutového alba skupiny One Direction. Se skupinou opět spolupracoval i na písních „Over Again“ a „Little Things“. 21. února 2012 obdržel ceny BRIT Awards v kategoriích Nejlepší mužský výkon a Objev roku. 10. ledna 2012 byl Sheeran oznámen jako předskokan skupiny Snow Patrol na jejich tour po USA. Společně se slavnou americkou zpěvačkou Taylor Swift spoluatoroval text i vokály písně „Everything Has Changed“ v březnu 2012. Od března do září roku 2013 byl předskokanem na jejím turné. Vydal také svůj další singl „I See Fire“, který se objevil v závěrečných titulcích filmu Hobit: Šmakova dračí poušť a na filmovém soundtracku.
Dne 23. června 2014 vyšlo jeho druhé studiové album nazvané x (multiply). Bylo nahráno v Los Angeles s producentem Rickem Rubinem. První singl „Sing“ produkovaný Pharrellem Williamsem byl vydán 7. dubna 2014. 8. října 2014 vyšel videoklip s písní „Thinking Out Loud“, který se proslavil Sheeranovo tanečním vystoupením v něm. Videoklip během prvních 24 hodin zhlédlo přes 3 miliony diváků a v současnosti má na YouTube přes 3,5 miliardy zhlédnutí. V roce 2016 obdržel za tuto píseň hned dvě ceny Grammy. Velký úspěch zaznamenal i singl „Photograph“, jehož videoklip je složen ze Sheeranových rodinných videí, která ho zobrazují od narození až po současnost. V říjnu téhož roku vydal také autobiografickou knihu Ed Sheeran: A Visual Journey.
Kromě spolupráce s Taylor Swift se objevil jako spoluautor textů písní „Love Yourself“ (2015) Justina Biebera. Spolu s britskou hudební skupinou Rudimental nazpíval píseň „Lay It All On Me“ (2015). V roce 2015 také založil vlastní hudební vydavatelství pod Warner Music s názvem Gingerbread Man Records. Na začátku roku 2016 pak na čas opustil hudbu a koncertování.

### 2017-současnost: Získání Grammy a nová alba

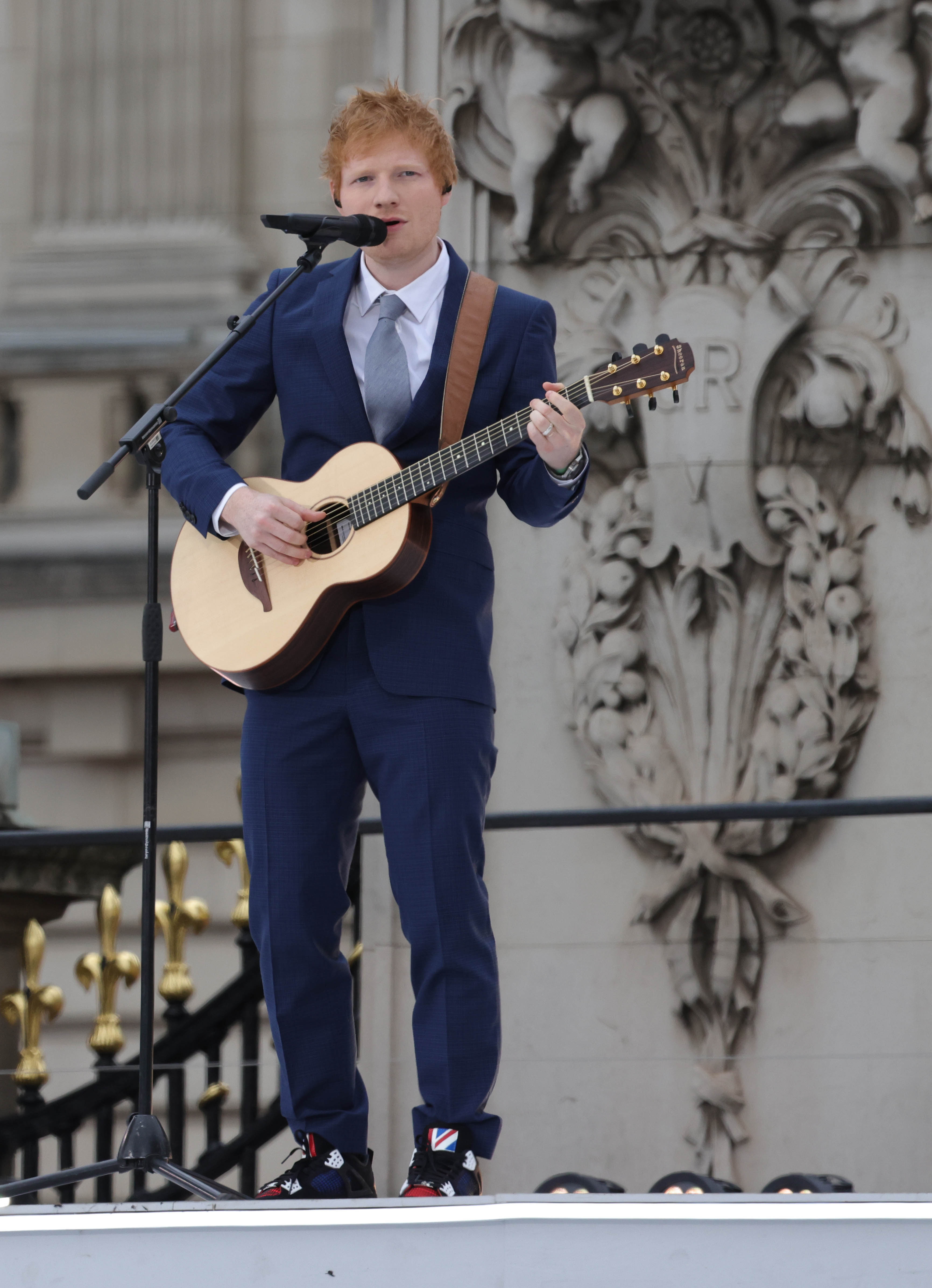
Vystoupení k platinovému výročí nástupu královny Alžběty II. na britský trůn, 2022

V lednu roku 2017 se Sheeran po roční pauze vrátil se dvěma novými singly („Castle On The Hill“ a „Shape Of You“), které byly součástí nového alba ÷ (divide). Během pouhých 24 hodin zaznamenalo album rekordních více než 56,7 milionů streamů na Spotify. V roce 2019 se videoklip k písni „Shape of You“ stal s více než 4 miliardami zhlédnutími druhým nejsledovanějším videem serveru YouTube a píseň samotná jednou z historicky nejhranějších skladeb na Spotify. Světovými médii bylo album ÷ přijato poměrně kladně – na serveru Metacritic obdrželo skóre 62 ze 100. V české recenzi webu iReport byl Sheeran za svůj počin velmi pochválen a získal plný počet bodů.
V roce 2017 byl Sheeranovi udělen Řád britského impéria (MBE) za jeho hudební počiny a charitativní práci. Ve stejném roce se také vrátil ke spolupráci s Taylor Swift na její písni „End Game“. Spolupracoval i na písni „Strip That Down“ od Liama Payna.
12. července 2019 vydal album No.6 Collaboration Project navazující na jeho staré EP. Spolupracoval na něm se známými interprety jako Justin Bieber, Camila Cabello, Bruno Mars, Travis Scott, Khalid, Eminem, 50 Cent i s jeho přítelem rapperem Stormzy. Album bylo nominováno na cenu Grammy.
S novým albem ÷ absolvoval dvouleté turné, které zakončil během roku 2019 s 260 odehranými koncerty. 28. srpna 2019 pak na posledním koncertě turné oznámil, že si dá na 18 měsíců pauzu od hudby. Jako důvod uvedl, že chce víc cestovat a trávit čas se svou rodinou.
V roce 2021 se Sheeran vrátil s novým albem = (equals), které vyšlo 29. října. Již 25. června 2021 vydal debutový singl z alba s názvem „Bad Habits“. Na albu se také nachází píseň „Visiting Hours“, která vzpomíná jeho zesnulého přítele Michaela Gudinského. V prosinci pak vydal spolu s Eltonem Johnem vánoční singl „Merry Christmas“, který se během prvního týdne umístil na první příčce britské singlové hitparády.
V roce 2022 vystoupil se svou světově úspěšnou písní „Perfect“ z alba ÷ na oslavách k platinovému výročí nástupu královny Alžběty II. na britský trůn. Pokračoval také ve spolupráci na písních s různými interprety, jmenovitě Taylor Switf, Camila Cabello a J Balvin. Během roku vystupoval na svém dalším turné s názvem  + – = ÷ x (The Mathematics Tour). Ve spolupráci s japonskou frančízou Pokémon vydal singl „Celestial“, který se objevil ve hrách Pokémon Scarlet a Violet. Sám i přiznal, že je fanouškem her Pokémon od základní školy, kdy je hráli spolu s bratrem.
V roce 2023 oznámil kromě narození své druhé dcery také vydání dalšího alba – (subtract) plánovaného na 5. května.

## Zajímavosti
Sheeran se dostal do několika sporů s různými tvůrci o autorství svých písní „Shape of You“ a „Thinking Out Loud“, v prvním případě soud již vyhrál.
Kromě hudebních vystoupení se Sheeran objevil i ve filmech a seriálech. Zahrál si jako stormtrooper v nové sérii Star Wars nebo jako voják v sérii Hra o trůny.
Sheeran se netají svou láskou ke kečupům Heinz, jehož láhev má vytetovanou na paži. (Zdaleka ale nejde o jediné jeho tetování.) V roce 2019 dokonce navrhl pro Heinz videoklip reklamy na jejich kečup, která se skutečně realizovala. Ve spolupráci s firmou vyšla téhož roku i limitovaná edice Heinz kečupu inspirovaná právě Sheeranovým tetováním, výtěžek z prodeje šel na charitativní účely East Anglia’s Children’s Hospices a Rise Against Hunger. V únoru roku 2023 představil také vlastní značku omáček ve spolupráci s Heinz s názvem Tingly Ted’s.
Zpěvák patří mezi mnoho britských interpretů, kteří veřejně vyjádřili nesouhlas s Brexitem.

## Diskografie
- + (plus, 2011)
- x (multiply, 2014)
- ÷ (divide, 2017)
- No.6 Collaborations Project (2019)
- = (equals, 2021)
- – (substract, 2023)
- Autumn Variations (2023)
- Play (2025)

## Ocenění a nominace
BRIT Awards
| Rok  | Nominace                   | Nominované dílo                      | Výsledek  |
| ---- | -------------------------- | ------------------------------------ | --------- |
| 2012 | Objev roku                 | Ed Sheeran                           | vítězství |
| 2012 | Nejlepší mužský výkon      | Ed Sheeran                           | vítězství |
| 2012 | Nejlepší britský singl     | „The A Team“                         | nominace  |
| 2012 | Britské album roku         | + (plus)                             | nominace  |
| 2015 | Nejlepší mužský výkon      | Ed Sheeran                           | vítězství |
| 2015 | Album roku                 | x (multiply)                         | vítězství |
| 2015 | Britské video roku         | Thinking Out Loud                    | nominace  |
| 2015 | Britský singl roku         | Thinking Out Loud                    | nominace  |
| 2016 | Britský singl roku         | „Bloodstream“ (s Rudimental)         | nominace  |
| 2016 | Britské video              | „Photograph“                         | nominace  |
| 2018 | Nejlepší mužský výkon      | Ed Sheeran                           | nominace  |
| 2018 | Global Success Award       | Ed Sheeran                           | vítězství |
| 2018 | Britské album roku         | ÷ (divide)                           | nominace  |
| 2018 | Britský singl roku         | „Shape Of You“                       | nominace  |
| 2018 | Britské video roku         | „Shape Of You“                       | nominace  |
| 2019 | Global Success Award       | Ed Sheeran                           | vítězství |
| 2020 | Britský singl roku         | „I Don't Care“                       | nominace  |
| 2022 | Britský Pop/R&B Act        | Ed Sheeran                           | nominace  |
| 2022 | Britský umělec roku        | Ed Sheeran                           | nominace  |
| 2022 | Textař roku                | Ed Sheeran                           | vítězství |
| 2022 | Britské album roku         | = (equal)                            | nominace  |
| 2022 | Britský singl roku         | „Bad Habits“                         | nominace  |
| 2023 | Britský singl roku         | „Merry Christmas“ (s Eltonem Johnem) | nominace  |
| 2023 | Nejlepší mezinárodní píseň | „Peru“ (s Fire Boy DML)              | nominace  |

Grammy Awards
| Rok  | Nominace                                    | Nominované dílo                                  | Výsledek  |
| ---- | ------------------------------------------- | ------------------------------------------------ | --------- |
| 2013 | Song roku                                   | „The A Team“                                     | nominace  |
| 2014 | Nejlepší nový umělec                        | Ed Sheeran                                       | nominace  |
| 2014 | Album roku                                  | Red (jako zahrnutý umělec)                       | nominace  |
| 2015 | Album roku                                  | x                                                | nominace  |
| 2015 | Nejlepší popové vokální album               | x                                                | nominace  |
| 2015 | Nejlepší skladba napsaná pro vizuální média | „I See Fire“                                     | nominace  |
| 2016 | Nahrávka roku                               | „Thinking Out Loud“                              | nominace  |
| 2016 | Píseň roku                                  | „Thinking Out Loud“                              | vítězství |
| 2016 | Nejlepší solo popový výkon                  | „Thinking Out Loud“                              | vítězství |
| 2016 | Album roku                                  | Beauty Behind the Madness (jako zahrnutý umělec) | nominace  |
| 2017 | Píseň roku                                  | „Love Yourself“ (jako textař)                    | nominace  |
| 2018 | Nejlepší solo popový výkon                  | „Shape Of You“                                   | vítězství |
| 2018 | Nejlepší popové vokální album               | ÷                                                | vítězství |
| 2020 | Nejlepší popové vokální album               | No.6 Collaborations Project                      | nominace  |
| 2022 | Píseň roku                                  | „Bad Habits“                                     | nominace  |
| 2023 | Nejlepší popové duo/skupinové vystoupení    | „Bam Bam“ (s Camilou Cabello)                    | nominace  |

Ivor Novello Awards
| Rok  | Nominace                        | Nominované dílo      | Výsledek  |
| ---- | ------------------------------- | -------------------- | --------- |
| 2012 | Song s nejlepší hudbou a textem | „The A Team“         | vítězství |
| 2015 | Textař roku                     | Ed Sheeran           | vítězství |
| 2018 | Textař roku                     | Ed Sheeran           | vítězství |
| 2018 | Nejvíce hraná práce             | „Shape Of You“       | vítězství |
| 2018 | Nejvíce hraná práce             | „Castle on the Hill“ | nominace  |

MTV Europe Music Awards
| Rok  | Nominace                           | Nominované dílo | Výsledek  |
| ---- | ---------------------------------- | --------------- | --------- |
| 2012 | Nejlepší britský a irský zpěvák    | Ed Sheeran      | nominace  |
| 2014 | Nejlepší mužský umělec             | Ed Sheeran      | nominace  |
| 2014 | Nejlepší britský a irský zpěvák    | Ed Sheeran      | nominace  |
| 2015 | Nejlepší mužský umělec             | Ed Sheeran      | nominace  |
| 2015 | Nejlepší živý akt                  | Ed Sheeran      | vítězství |
| 2015 | Nejlepší vystoupení ve World Stage | Ed Sheeran      | vítězství |
| 2015 | Nejlepší britský a irský zpěvák    | Ed Sheeran      | nominace  |

MTV Video Music Awards
| Rok  | Nominace                | Nominované dílo                  | Výsledek  |
| ---- | ----------------------- | -------------------------------- | --------- |
| 2013 | Nejlepší mužské video   | „Lego House“                     | nominace  |
| 2014 | Nejlepší mužské video   | „Sing“ (s Pharrellem Williamsem) | vítězství |
| 2015 | Video roku              | „Thinking Out Loud“              | nominace  |
| 2015 | Nejlepší mužské video   | „Thinking Out Loud“              | nominace  |
| 2015 | Nejlepší popové video   | „Thinking Out Loud“              | nominace  |
| 2015 | Nejlepší kinematografie | „Thinking Out Loud“              | nominace  |
| 2015 | Nejlepší úpravy         | „Don't“                          | nominace  |
| 2015 | Nejlepší choreografie   | „Don't“                          | nominace  |

People's Choice Awards
| Rok  | Nominace                     | Nominované dílo | Výsledek  |
| ---- | ---------------------------- | --------------- | --------- |
| 2014 | Nejoblíbenější mužský umělec | Ed Sheeran      | nominace  |
| 2014 | Nejoblíbenější popový umělec | Ed Sheeran      | nominace  |
| 2014 | Nejoblíbenější album         | x               | nominace  |
| 2015 | Oblíbené album               | x               | vítězství |
| 2015 | Oblíbený mužský umělec       | Ed Sheeran      | vítězství |
| 2016 | Oblíbený mužský umělec       | Ed Sheeran      | vítězství |
| 2016 | Oblíbený popový umělec       | Ed Sheeran      | nominace  |

Radio Disney Music Awards
| Rok  | Nominace                    | Nominované dílo                           | Výsledek  |
| ---- | --------------------------- | ----------------------------------------- | --------- |
| 2014 | Nejlepší hudební kolaborace | „Everything Has Changed“ (s Taylor Swift) | vítězství |
| 2015 | Nejlepší mužský umělec      | Ed Sheeran                                | vítězství |
| 2016 | Nejlepší mužský umělec      | Ed Sheeran                                | vítězství |
| 2018 | Nejlepší umělec             | Ed Sheeran                                | nominace  |
| 2018 | Nejlepší zamilovaná píseň   | „Perfect“                                 | vítězství |

Teen Choice Awards
| Rok  | Nominace                          | Nominované dílo             | Výsledek  |
| ---- | --------------------------------- | --------------------------- | --------- |
| 2013 | Průlomový umělec                  | Ed Sheeran                  | vítězství |
| 2014 | Mužský umělec                     | Ed Sheeran                  | vítězství |
| 2014 | Píseň od zpěváka                  | „Sing“                      | vítězství |
| 2015 | Mužský umělec                     | Ed Sheeran                  | vítězství |
| 2015 | Volba letní hudební mužské hvězdy | Ed Sheeran                  | vítězství |
| 2015 | Píseň od zpěváka                  | „Thinking Out Loud“         | vítězství |
| 2015 | Zamilovaná píseň                  | „Thinking Out Loud“         | nominace  |
| 2015 | Rozchodová píseň                  | „Don't“                     | nominace  |
| 2015 | Letní turné                       | X Tour                      | nominace  |
| 2017 | Mužský umělec                     | Ed Sheeran                  | nominace  |
| 2017 | Píseň od zpěváka                  | „Shape Of You“              | nominace  |
| 2017 | Popová píseň                      | „Shape Of You“              | vítězství |
| 2018 | Mužský umělec                     | Ed Sheeran                  | nominace  |
| 2018 | Píseň od zpěváka                  | „Perfect“                   | vítězství |
| 2018 | Spolupráce                        | „End Game“ (s Taylor Swift) | nominace  |